# Weißenhof (Winterspelt)
Weißenhof ist ein Weiler des Ortsteils Eigelscheid der Ortsgemeinde Winterspelt im Eifelkreis Bitburg-Prüm in Rheinland-Pfalz.

## Geographische Lage
Weißenhof liegt südlich von Eigelscheid in einer Entfernung von 2,5 km und südwestlich des Hauptortes Winterspelt. Der Weiler liegt auf einer Hochebene und ist überwiegend von landwirtschaftlichen Nutzflächen sowie einem Waldgebiet im Westen umgeben. Westlich der Ansiedlung fließt ein Ausläufer des Winterspelterbaches und nordöstlich der Heltenbach. Weißenhof ist heute nahezu mit Eigelscheid zusammengewachsen, wird jedoch durch die Landesstraße 16 in zwei Siedlungsteile getrennt.

## Geschichte
Zur genauen Entstehungsgeschichte des Weilers liegen keine Angaben vor. Weißenhof weist keine historischen oder denkmalgeschützten Bauwerke auf.
Winterspelt war der Hauptort einer prümischen Schultheißerei, zu welcher außer Winterspelt selbst auch Eigelscheid, Elcherath, Hemmeres, Ihren und Wallmerath gehörten. Jene war Teil des Amtes Prüm und gehörte bis zum Ende des 18. Jahrhunderts landesherrlich zum Kurfürstentum Trier.
Im Jahr 1794 hatten französische Revolutionstruppen das Linke Rheinufer besetzt. Von 1798 an gehörten alle Ortsteile in der heutigen Gemeinde Winterspelt (außer Heckhalenfeld) zum Kanton Schönberg im Saardepartement.

## Naherholung
In der Region um Winterspelt befinden sich mehrere Wanderwege, die unter anderem auch in den Ortsteil Eigelscheid führen. Hier gehören eine Kapelle und zwei Wegekreuze zu den bekannten Sehenswürdigkeiten.
Nach Weißenhof führt die Runde von Eigelscheid. Hierbei handelt es sich um einen rund 11 km langen Rundwanderweg.

## Wirtschaft und Infrastruktur

### Unternehmen
In Weißenhof ist ein Unternehmen für Wohnmobilvermietung ansässig.

### Verkehr
Es existiert eine regelmäßige Busverbindung.
Weißenhof ist durch die Landesstraße 16 von Habscheid in Richtung Winterspelt erschlossen.